# Ävgöl, Småland
Ävgöl är en sjö i Västerviks kommun i Småland och ingår i Botorpsströmmens huvudavrinningsområde. Sjön har en area på 0,0615 kvadratkilometer och ligger 99 meter över havet.

## Delavrinningsområde
Ävgöl ingår i det delavrinningsområde (639339-152798) som SMHI kallar för Utloppet av Långsjön. Medelhöjden är 80 meter över havet och ytan är 93,74 kvadratkilometer. Räknas de 24 avrinningsområdena uppströms in blir den ackumulerade arean 466,94 kvadratkilometer. Avrinningsområdets utflöde Botorpsströmmen (Tynnsån) mynnar i havet. Avrinningsområdet består mestadels av skog (72 %). Avrinningsområdet har 9,42 kvadratkilometer vattenytor vilket ger det en sjöprocent på 10 %.